# 2013 JT64
2013 JT64, também escrito como 2013 JT64, é um objeto transnetuniano que está localizado no Cinturão de Kuiper, uma região do Sistema Solar. Ele possui uma magnitude absoluta de 8,8 e tem um diâmetro estimado de 76 km.

## Descoberta
2013 JT64 foi descoberto no dia 7 de maio de 2013 pelo Outer Solar System Origins Survey.

## Órbita
A órbita de 2013 JU64 tem uma excentricidade de 0,186 e possui um semieixo maior de 42,411 UA. O seu periélio leva o mesmo a uma distância de 34,511 UA em relação ao Sol e seu afélio a 50,310 UA.